# Heriades currani
Heriades currani är en biart som beskrevs av Michener 1943. Heriades currani ingår i släktet väggbin, och familjen buksamlarbin. Inga underarter finns listade i Catalogue of Life.